# Copelatus restrictus
Copelatus restrictus är en skalbaggsart som beskrevs av Sharp 1882. Copelatus restrictus ingår i släktet Copelatus och familjen dykare. Inga underarter finns listade i Catalogue of Life.